# Фернандо Гонзалез
Фернандо Франсиско Гонзалез Сјуфарди (шп. Fernando Francisco González Ciuffardi; 29. јул 1980, Сантијаго де Чиле) бивши је професионални тенисер из Чилеа. У каријери је освојио једанаест АТП турнира. Познат је због тога што је имао један од најбољих форхенда на АТП-у. Највећи успех му је освајање златне олимпијске медаље у мушком дублу са земљаком Николасом Масуом у Атини 2004. и финале гренд слема 2007. године у Аустралији.
Познат је по својим надимцима „бомбардер из Ла Реине” (шп. El Bombardero de La Reina) и „рука од камена” (шп. Mano de Piedra).

## Гренд слем финала

### Појединачно: 1 (0-1)
| Исход | Турнир                        | Година | Подлога | Противник у финалу | Резултат          |
| Пораз | Отворено првенство Аустралије | 2007-  | Тврда   | Роџер Федерер      | 6–7 (2), 4–6, 4–6 |